# Sistema Bancario de China
El sector bancario de China poseía ¥ 319,7 billones (USD$ 49,5 billones) en activos a fines de 2020. Los mayores bancos comerciales estatales en el país son el Banco de China, el Banco de la Construcción de China, el Banco Industrial y Comercial de China y el Banco Agrícola de China, todos los cuales estaban entre los bancos más grandes en el mundo en 2018. El Banco de Comunicaciones también puede ser incluido en esta lista. Otros bancos notables, y dos de los bancos más grandes  del mundo, son el Banco de Comerciantes de la China y el Ping An Bank.

## Historia
Las instituciones financieras chinas ofrecen todas las funciones bancarias importantes, incluyendo la aceptación de depósitos, la concesión de préstamos, emisión de billetes y cambio de divisa. Y desde hace mucho tiempo el envío de dinero a distancia, comenzando en la Dinastía Song (960-1279). En 1024, la primera moneda de papel fue emitida por el estado en Sichuan. Las dos instituciones financieras más importantes creadas en China fueron el pinyin, piàohào (en chino tradicional, 票號) y el pinyin, qiánzhuāng (en chino tradicional, 錢莊), que más a menudo cooperaron que compitieron en el mercado financiero de China.
Debido a debilidades estructurales de la ley china tradicional, las instituciones financieras se centraron principalmente en las relaciones familiares y personales; su capital de trabajo estaba constituido mayormente por transferencias de dinero de corto término más que depósitos de largo plazo. Los conceptos modernos del banco comercial y el depósito de reserva fraccionaria nunca se desarrollaron en los bancos chinos tradicionales y fue introducido en China por banqueros europeos en el siglo XIX.

### Piaohao
Una institución bancaria china temprana fue el piaohao, también conocido como bancos Shanxi, porque estuvieron poseídos principalmente por habitantes de Shanxi. El primer piaohao fue creado por la Compañía de Colorantes Xiyuecheng de Pingyao. Para afrontar la transferencia de grandes sumas de dinero de una sede a otra, la compañía creó letras bancarias, convertibles a dinero en efectivo en las diferentes sucursales de la compañía a lo largo de China. A pesar de que este nuevo método fue originalmente diseñado para transacciones empresariales dentro de la compañía Xiyuecheng, se volvió tan popular que, en 1823, el dueño dejó el negocio de tinturas y reorganizó la compañía como una empresa especializada en remesas de dinero, Rishengchang Piaohao. En los siguientes treinta años, once piaohao se establecieron en la provincia de Shanxi, en los condados de Qixian, Taigu, y Pingyao. Hacia fines del siglo XIX, treinta y dos piaohao con 475 sucursales estaban activas, cubriendo la mayor parte de China.
Todo piaohao estaba organizado como propiedad de un individuo o bien de una asociación y toda la responsabilidad recaía sobre los dueños. Se concentraron en transferencias entre provincias y más tarde administraron servicios del gobierno. En la época de la rebelión de  Taiping, cuando los caminos entre la capital y las provincias estuvieron cortados, el piaohao empezó a involucrarse en el envío de los ingresos por impuestos del gobierno. Piaohao creció al involucrarse en adelantos de dinero y organizando préstamos extranjeros para gobiernos provinciales, emitiendo billetes y administrando tesoros regionales.

### Qianzhuang
Independiente de la red nacional de piaohao, había un gran número de pequeños bancos locales, generalmente llamados qianzhuang. Estas instituciones primero aparecieron en la región del delta de río Yangzi, en Shanghái, Ningpo y Shaoxing. El primer qianzhuang puede ser ubicado a mediados del siglo XVIII. En 1776, algunos de los bancos shanghaineses se organizaron como un gremio comercial bajo el nombre de qianye gongsuo. En contraste al piaohao, el qianzhuang era más local y funcionó como banco comercial liderando el mercado de cambio de divisas, emitiendo letras de crédito, cambiando billetes y letras y ofreciendo préstamos para la comunidad empresarial local.
Qianzhuang mantuvo relaciones cercanas con los comerciantes chinos y creció con la expansión del comercio exterior de China. Cuando los bancos occidentales empezaron a operar en China, emitieron préstamos cortos (caipiao, "chop loans" o "call money") al qianzhuang, que prestaba este dinero a los comerciantes chinos, quienes lo utilizaban para adquirir bienes de empresas extranjeras. Qianzhuang También proporcionó préstamos a bancos extranjeros. Se estima que a comienzos de la década de 1890 existían alrededor 10.000 qianzhuang en China.

### Entrada de bancos extranjeros
Bancos británicos y de otras naciones europeas llegaron a China a mediados del siglo XIX para ofrecer servicios al creciente número de empresas occidentales. Los chinos crearon el término yinhang (銀行), "institución de plata", para referirse al concepto inglés de "banco". El primer banco extranjero en China fue el Banco Oriental Británico (東藩匯理銀行), con sede en Bombay, el cual abrió sucursales en Hong Kong, Guangzhou y Shanghái hacia 1840. Otros bancos británicos hicieron lo propio e instalaron sucursales en China uno tras otro. Los británicos disfrutaron de un monopolio virtual del banco moderno durante cuarenta años. La Corporación Bancaria de Hong Kong y Shanghái (香港上海匯豐銀行), ahora HSBC, establecida en 1865 en Hong Kong, se convertiría más tarde el banco extranjero más grande en China.
A comienzos de la década de 1890, los bancos Deutsch-Asiatische Bank (德華銀行), de Alemania; Yokohama Specie Bank (橫濱正金銀行), de Japón; Banque de l'Indochine (東方匯理銀行), de Francia; y Russo-Asiatic Bank (華俄道勝銀行), de Rusia, abrieron sucursales en China y desafiaron la influencia británica en el mercado financiero de China. Hacia el final del siglo XIX había nueve bancos extranjeros con cuarenta y cinco sucursales en los puertos chinos abiertos al comercio internacional.
En aquel tiempo, debido a tratados desleales, los bancos extranjeros disfrutaron de derechos extraterritoriales. También disfrutaron del completo control de los giros internacionales y la financiación del comercio extranjero de China. Debido a las faltas de regulaciones del gobierno chino, eran libres de emitir moneda, aceptar depósitos de ciudadanos chinos y ofrecer préstamos al qianzhuang.

### Bancos estatales
Después del lanzamiento del Movimiento de Auto Fortalecimiento, el gobierno Qing inició ambiciosos proyectos industriales que requirieron cantidades grandes de capital. Aunque las instituciones financieras locales proporcionaban suficiente crédito y servicios de transferencias para apoyar el comercio doméstico y abastecían bien a empresas de escala pequeña, no pudieron afrontar las nuevas exigencias financieras. Entonces China acudió a bancos extranjeros para obtener financiamiento de largo plazo a gran escala. Tras una serie de derrotas militares, el gobierno Qing se vio forzado a tomar préstamos en bancos y gremios comerciales extranjeros también para pagar indemnizaciones de guerra a potencias extranjeras.
A partir de la década de 1860 se realizó una serie de propuestas para crear una institución bancaria china moderna. En 1885 y también en 1887, Li Hongzhang, uno de los dirigentes del Movimiento de Auto Fortalecimiento, hizo serios esfuerzos para crear una unión de bancos chinos para comerciar internacionalmente.
El Banco Imperial de China (中國通商銀行), primer banco moderno de China, abrió en 1897. El banco estuvo organizado como una empresa por acciones. Adoptó los controles internos del HSBC y sus altos directivos eran profesionales extranjeros. Después de la proclamación de la República de China, el banco cambió su nombre en inglés por el de Banco Comercial de China, en 1912. El nombre expresa con más precisión su nombre en chino y elimina cualquier relación a la dinastía Qing.
En 1905, el primer banco central de China fue inaugurado como el Banco de la Junta de Ingresos Públicos (大淸戶部銀行). Tres años más tarde, su nombre fue cambiado a Gran Banco de Gobierno Qing (大淸銀行). El Da Qing emitió un billete de banco con la intención de reemplazar a todas las monedas existentes, garantizándole el privilegio exclusivo de ser utilizado en toda transacción pública y privada, incluyendo pagos de impuesto y cancelaciones de deuda. El Da Qing también tuvo el privilegio exclusivo de administrar el tesoro nacional. La Junta de Ingresos Públicos que controlaba la mayor parte de los ingresos del gobierno central movilizaba la mayor parte de los ingresos por impuestos a través del banco y sus sucursales. El gobierno confió al banco la transferencia del Impuesto de Superávit de la Sal, gastos diplomáticos, la administración de préstamos extranjeros, el pago de las indemnizaciones al extranjero y el depósito y transferencia del impuesto de aduana en muchos puertos de comercio internacional.
Luego de la Revolución Xinhai de 1911, el banco Da Qing fue rebautizado Banco de China. Este banco existe hasta el día de hoy.
Otro banco estatal, el Banco de Comunicaciones (交通銀行), fue organizado en 1908 por el Ministerio de Correos y Comunicaciones para recaudar dinero para la amortización del ferrocarril Beijing-Hankou por parte de contratistas belgas. El objetivo del banco era unificar el financiamiento de líneas de barcos de vapor, ferrocarriles, telégrafos e instalaciones postales.

### Bancos privados
El primer banco privado data de 1897, gracias al espíritu emprendedor de Shen Xuanhui. Tres bancos privados aparecieron al final del período Qing, todos creados por empresarios privados sin financiación estatal. El banco Xincheng fue establecido en Shanghái en 1906, seguido por el Banco Comercial Nacional en Hangzhou el año siguiente, y el Banco Ningpo de Comercio y Ahorro (四明銀行) en 1908. En aquel año, las Regulaciones de Inscripción Bancaria fueron emitidas por el Ministerio de Hacienda, los cuales siguieron en vigor largo tiempo después de la caída de la dinastía Qing. 
La parte del león del negocio de las transferencias oficiales fue tomada por el Banco Daqing, del sistema piaohao. El piaohao de ninguna manera desapareció luego de la revolución Xinhai en 1911. 
El mismo periodo vio el poder creciente de intereses privados en los bancos chinos modernos y la concentración del capital bancario. En Shanghái, se establecieron los llamados "tres bancos del sur" (南三行). Eran: el Banco de Comercio y de Ahorro de Shanghái (上海商業儲蓄銀行), el Banco Comercial Nacional (浙江興業銀行), y el Banco Industrial de Zhejiang (浙江實業銀行). Más tarde emergieron otros cuatro bancos, conocidos como los "cuatro bancos del norte" (北四行). Eran el Banco Comercial Yien Yieh (鹽業銀行), La Corporación Bancaria Kincheng (金城銀行), el Banco Continental (大陸銀行), y el Banco de China y el Mar del Sur (中南銀行). Los tres primeros fueron creados por oficiales del gobierno de Beijing, retirados o en actividad, mientras que el último fue creado por chinos residentes en el extranjero. 

### Incidente de suspensión de los billetes
En 1916 el gobierno Republicano en Beijing ordenó la suspensión de la conversión a plata de los billetes en papel. Con el respaldo del Tribunal Mixto, la sucursal de Shanghái del Banco de China resistió la orden con éxito. 
El estatuto del Banco de China fue revisado en 1917 para restringir la intervención del gobierno.

### Época de Oro del sistema bancario chino
La década entre la Expedición Del Norte y la Segunda Guerra Sino-japonesa en 1937 ha sido descripta como una "década dorada" para la modernización de China, así como para su industria bancaria. Los bancos chinos modernos extendieron su negocio en alcance, haciendo préstamos industriales en asociación y ofreciendo préstamos en las áreas rurales.
El gobierno Nacionalista creó el Banco Central de China en 1928, con T. V. Soong Como su primer presidente. El Banco de China fue reorganizado como un banco especializado en administración del comercio exterior mientras el Banco de Comunicaciones se centró en desarrollar la industria.
La Agencia de Supervisión Financiera fue puesta bajo la dirección del Ministerio de Economía para supervisar asuntos financieros.
Previendo una guerra inminente con Japón, el gobierno chino tomó control de más del 70 por ciento de los activos de los modernos bancos chinos a través de un golpe bancario notorio.

### Después de 1949
La historia del sistema bancario chino ha sido algo entreverada. La nacionalización y consolidación de los bancos del país recibieron la prioridad más alta en los años tempranos de la República Popular y la banca fue el primer sector que fue completamente estatizado. En el periodo de recuperación después de la guerra civil china (1949–52), el Banco Popular de China actuó muy eficazmente para detener la inflación furiosa y llevar a las finanzas de la nación bajo el control central. Con el paso del tiempo, la organización bancaria fue modificada repetidamente para adaptarse a las condiciones cambiantes y a las nuevas políticas.
El sistema bancario estuvo centralizado temprano bajo el Ministerio de Finanzas, el cual ejerció un control firme sobre todos los servicios financieros, el crédito, y el suministro de dinero. Durante la década de 1980 el sistema bancario fue expandido y diversificado para satisfacer las necesidades del programa de reforma y la escala de actividad bancaria aumentó bruscamente. Los nuevos procedimientos presupuestarios requirieron de las empresas estatales remitir al estado sólo un impuesto sobre los ingresos y buscar fondos de inversión en la forma de préstamos de bancarios. Entre 1979 y 1985, el volumen de depósitos casi se triplicó y el monto total de los préstamos bancarios aumentó un 260 %. Hacia 1987 el sistema bancario incluía el Banco Popular de China, el Banco Agrícola de China, el Banco de China (que manejó asuntos de política cambiaria), el Banco de Inversión de China, el Banco Industrial y Comercial de China, el Banco Popular de la Construcción, el Banco de Comunicaciones, la Compañía Popular de Seguro de China, cooperativas de crédito rural y cooperativas de crédito urbano.
El Banco Popular de China era el banco central y el fundamento del sistema bancario. A pesar de que el banco se superponía en sus funciones con el Ministerio de Finanzas y perdió muchas de sus responsabilidades durante la Revolución Cultural, en la década de 1970 recuperó su posición de liderazgo. En cuanto banco central, el Banco Popular de China fue el único responsable de la emisión de moneda y el control del suministro de dinero. También sirvió como el tesorero del estado, fue la fuente principal de crédito para la unidades económicas, el centro de compensación (clearing) para las transacciones financieras, el titular de depósitos de las empresas, el banco de ahorros nacional y un ubicuo monitor de actividades económicas.
Otra institución financiera, el Banco de China, manejaba toda transacción en moneda extranjera. Era responsable de asignar las reservas de divisas del país, instrumentando préstamos extranjeros, poniendo tipos de cambio para la moneda China, emitiendo letras de crédito y generalmente llevando a cabo todas las transacciones  financieras con individuos y empresas extranjeras. El Banco de China tuvo oficinas en Beijing y en otras ciudades comprometidas en el comercio exterior y mantuvo en el extranjero oficinas en los centros financieros internacionales importantes, incluyendo Hong Kong, Londres, Nueva York, Singapur y Luxemburgo.
El Banco Agrícola de China fue creado en la década de 1950 para facilitar operaciones financieras en las áreas rurales. El Banco Agrícola proporcionó apoyo financiero a unidades agrícolas. Emitió préstamos, administró apropiaciones estatales para agricultura, dirigió las operaciones de las cooperativas de crédito rurales, y llevó a cabo una supervisión global de asuntos financieros rurales. El Banco Agrícola tenía sede en Beijing y tuvo una red de sucursales a lo largo del país. Floreció desde fines de la década de 1950 hasta mediados de la década de 1960 pero languideció después,  hasta que a fines de la década de 1970 las funciones y la autonomía del Banco Agrícola fueron aumentadas sustancialmente para ayudar a promover una mayor producción agrícola. Durante la década de 1980 fue reestructurado otra vez y se le concedió mayor autoridad para apoyar el crecimiento y la diversificación de la agricultura bajo el sistema de responsabilidad.
El Banco Popular de la Construcción administraba apropiaciones estatales y préstamos de capitales para construcción. Verificaba las actividades de los prestatarios para asegurar que los fondos fueran utilizados para su propósito de construcción. El dinero iba siendo desembolsado en etapas a medida que el proyecto progresaba. La política de reforma cambió la fuente principal de financiación de inversión del presupuesto de gobierno a préstamos bancarios y aumentó la responsabilidad y actividades del Banco Popular de la Construcción.
Las cooperativas de crédito rurales eran pequeñas. Los ahorros comunes y organizaciones de crédito eran la fuente principal de los servicios locales a  pequeña escala en el nivel local en el campo. Administraron depósitos y préstamos de corto plazo para granjas familiares, aldeas, y organizaciones cooperativas. Subordinados a la dirección del Banco Agrícola, siguieron políticas bancarias estatales uniformes pero actuaban como unidades independientes para propósitos de contabilidad. En 1985 las cooperativas de crédito rural administraron depósitos totales de ¥ 72.5 mil millones.
Las cooperativas de crédito urbano fueron una adición relativamente nueva  al sistema bancario a mediados de la década de 1980, cuando comenzaron operaciones extendidas. Como las oportunidades comerciales crecieron en el periodo de reforma, los miles de empresas individuales y colectivas que surgieron en los cascos urbanos crearon una necesidad de servicios financieros de pequeña escala que los bancos formales no estaban preparados para ofrecer. Por lo tanto los oficiales bancarios animaron la expansión de cooperativas de crédito urbano como adición valiosa al sistema bancario. En 1986 había más de 1.100 cooperativas de crédito urbano, que administraron un total de ¥ 3,7 mil millones en depósitos y otorgaron préstamos por ¥ 1,9 mil millones.
A mediados de la década de 1980 el sistema bancario todavía carecía de algunos de los servicios y características que eran consideradas básicas en la mayoría de los países. Las relaciones interbancarias eran muy limitadas, y los préstamos interbancarios eran virtualmente desconocidos. Las cuentas corrientes eran usadas por poca gente y las tarjetas de crédito no existían. Los pasos iniciales en algunas de estas áreas fueron tomados en 1986. Fueron creadas redes de préstamos interbancarios entre veintisiete ciudades a lo largo del río Yangtze y entre catorce ciudades en el norte de China. Las redes financieras entre regiones fueron creadas para enlazar bancos en once ciudades principales por todas partes de China, incluyendo Shenyang, Guangzhou, Wuhan, Chongqing, y Xi'un, y también para enlazar las sucursales del Banco Agrícola. La primera tarjeta de crédito china, la Tarjeta de la Gran Muralla, fue presentada en junio de 1986 para ser utilizada en transacciones de divisas. Otra innovación financiera de 1986 fue la apertura de las primeras bolsas de valores de China desde 1949. Pequeñas bolsas de valores empezaron a operar un poco tentativamente en Shenyang, provincia de Liaoning, en agosto de 1986, y en Shanghái, en septiembre de 1986.
Durante la historia de la República Popular, el sistema bancario ha ejercido un control meticuloso sobre las transacciones financieras y el suministro de dinero. Todos los departamentos del gobierno, unidades económicas públicas y colectivas, y organizaciones sociales, políticas, militares y educativas fueron obligadas a mantener sus balances financieros en la forma de depósitos bancarios. Eran también instruidos para conservar dinero en efectivo en mano sólo para enfrentar los gastos diarios; todo las transacciones financieras importantes eran canalizadas a través de bancos. El pago de bienes y servicios intercambiados por las unidades económicas se consumaba debitando de la cuenta de la unidad compradora y acreditando el monto apropiado en la vendedora. Esta práctica ayudó eficazmente para minimizar la necesidad de usar dinero físico.
Desde 1949 los dirigentes de China han instado a las personas chinas para constituir cuentas de ahorros personales para reducir la demanda para bienes de consumo y aumentar la cantidad de capital disponible para inversión. Pequeñas sucursales de bancos de ahorros fueron oportunamente repartidas a través de los cascos urbanos. En el campo los ahorros eran depositados en las cooperativas de crédito rurales, las que podían encontrarse en la mayoría de los pueblos y aldeas. En 1986 los depósitos de ahorros en todo el país sumaban más de ¥ 223,7 mil millones.
El Plan de Trabajo de 2020 hizo que los residentes de Hong Kong, bajo un programa piloto, pudieran abrir cuentas bancarias personales en la provincia de Guangdong. Las cuentas pueden ser abiertas sin dejar Hong Kong.

## Cuerpos supervisores
El Banco Popular de China (BPC) es el banco central de China, el cual formula e implementa la política monetaria. El BPC mantiene el pago del sector bancario, el sistema de compensaciones (clearing) y sistemas de cancelación de deudas y administra las reservas de oro y divisas. Supervisa la Administración Estatal de Cambio para determinar las políticas de cambio de divisas.
Según ley del Banco Central de  1995, BPC tiene autonomía para aplicar instrumentos monetarios, incluyendo la fijación del índice de interés para bancos comerciales y comerciando en bonos del gobierno. El Consejo Estatal ejerce la supervisión de la políticas del BPC.
La Comisión Regulatoria de la Banca fue oficialmente lanzado el 28 de abril de 2003 para tomar la función supervisora del BPC. El objetivo de esta reforma de hito es mejorar la eficacia de la supervisión de los bancos y para ayudar el BPC a enfocarse en la macroeconomía y la política monetaria.
Según el anuncio oficial que publicó en su sitio web, la Comisión Regulatoria de la Banca es responsable de "la regulación y la supervisión de bancos, compañías de administración inversiones, fideicomisos y compañías de inversión así como otras instituciones financieras que toman depósitos. Su misión es mantener un sistema bancario seguro en China."

## Jugadores domésticos claves

### Los Cuatro Grandes y otros
En 1995, el Gobierno chino introdujo la Ley de Bancos Comerciales para regular las operaciones de los cuatro bancos estatales, el Banco de China (BOC), el Banco de Construcción de la China (CCB), el Banco Agrícola de China (ABC), y el Banco Industrial y Comercial de China (ICBC).
El Banco Industrial y Comercial de China (BICC) es el banco más grande en China por la cantidad de activos, empleados y clientes. BICC se diferencia de los otros bancos comerciales estatales por ser segundo en el negocio de cambio y primero en renminbí (RMB). Solía ser el mayor proveedor de fondos a los cascos urbanos de China y al sector fabril.
El Banco de China se especializa en transacciones en moneda extranjera y finanza de comercio. En 2002, Banco de China Hong Kong (holdings) comenzó a cotizar en la Bolsa de valores de Hong Kong. La oferta inicial de suscripciones por USD 2,800 millones fue superada 7,5 veces. Esta transacción fue un paso significativo en la reforma de la industria bancaria de China.
El Banco de la Construcción de la China (CCB) se especializa en créditos para proyectos de mediano a largo plazo, como proyectos de infraestructura y desarrollo de vivienda urbana.
El Banco de Agricultura de China se especializa en proporcionar financiación al sector agrícola de China y ofrece servicios bancarios mayoristas y  minoristas a labradores, aldeas y empresas de pueblos y otras instituciones rurales.
Banco de Comercio de China se especializa en proporcionar servicios para negocios personales, para corporaciones y servicios de banca de inversión.
El Ping An Bank se especializa en proporcionar servicios bancarios minoristas y corporativos, incluyendo servicios bancarios de inversión.

### Bancos de política
Tres nuevos bancos de "política", el Banco de Desarrollo Agrícola de China, Banco de Desarrollo de China, y el banco de Exportación e Importación de China (Chexim), fueron establecidos en 1994 para asumir el control gubernamental de gastos de los cuatro bancos comerciales estatales. Estos bancos son responsables de financiar el desarrollo económico y comercial y los proyectos de inversión estatal.
El Banco de Desarrollo Agrícola de China proporciona fondos para proyectos de desarrollo agrícola en áreas rurales; el Banco de Desarrollo de la China se especializa en la financiación de infraestructura y el Chexim se especializa en financiar el comercio.

### Bancos extranjeros patrocinados por el Estado
Debido a los problemas de deuda masiva que enfrenta la economía china, el Banco Popular de China (BPC) introdujo el concepto de Banco Extranjero Patrocinado por el Estado a finales de 2016. Este tipo de institución financiera se constituye cuando un banco de otro país es autorizado a realizar operaciones comerciales minoristas en asociación con el BPC. La idea es que participantes extranjeros con voracidad para el riesgo sean incentivados a empezar a operar en China y el BPC retenga la supervisión del banco y la posibilidad de forzarlos a salir del sistema bancario chino. Los bancos centrales de Egipto y de Suiza fueron los primeros bancos aprobados para operar y  empezarán aquellas operaciones en febrero de 2017.

### Bancos comerciales urbanos
El tercer grupo significativo en el mercado bancario chino son los bancos comerciales urbanos. Muchos de ellos fueron fundados sobre la base de cooperativas de crédito urbano. El primero fue el Banco Comercial de la ciudad de Shenzhen en 1995. En 1998 el BPC anunció que todos los bancos cooperativos urbanos cambiarían su nombre a banco comercial urbano. Entre 1995 y 1998 se crearon 69 bancos comerciales urbanos. En 2005 había 112 bancos comerciales urbanos en toda China. Este número ha aumentado a través de transformaciones adicionales a 140 en 2009.  La mayoría de los bancos comerciales urbanos tienen fuertes lazos con su gobierno local y son total o mayoritariamente estatales. Desde 2005 algunos bancos comerciales urbanos diversificaron la composición de sus accionistas, invitando a compañías privadas chinas e internacionales a tomar participaciones minoritarias, fusionando y transversalizando la participación accionaria. Algunos de los bancos han cotizado sus participaciones en la bolsa. Los bancos comerciales urbanos están orientados hacia el apoyo de la economía regional, no obstante también financian  infraestructura local y otros proyectos de gobierno. Desde 2008 una tendencia fuerte ha emergido en los bancos urbanos comerciales para extender negocios allende su región de origen. Son también a menudo el accionista principal de los bancos de pueblos y aldeas. Algunos han fundado las llamadas "pequeñas unidades de préstamos" para servir mejor a los clientes empresariales más pequeños. El Banco Comercial de la ciudad de Taizhou, el Banco de Beijing, el Banco de Tianjin y el Banco de Ningbo son ejemplos de bancos urbanos comerciales.

### Fideicomisos y corporaciones de inversión
En medio de las reformas de la década de 1990 el gobierno inauguró algunos nuevos bancos de inversión comprometidos en varias formas del comercio y banca de inversión. Aun así, muchos de los aproximadamente 240 fideicomisos internacional y corporaciones de inversión establecidas por agencias gubernamentales y autoridades provinciales experimentaron problemas de liquidez severa después de la bancarrota del Fideicomiso Internacional y Corporación de Inversión Guangdong a fines de 1998. La más grande corporación de inversión superviviente es Fideicomiso Internacional y corporación de inversiones de China (CITIC), el cual tiene una filial bancaria conocida como Banco CITIC de China.

### Bancos de Condado
Un Banco de Condado es una clase  de institución financiera que tiene el propósito de aumentar el desarrollo económico rural. Se viene desarrollado en China desde 2005.

## Reformas en la industria bancaria
Años de préstamos dirigidos por el gobierno dejó a los bancos chinos con gran cantidad de préstamos en mora. Según un informe del Banco Central, los préstamos morosos de los cuatro grandes bancos suman entre el 21,4% y el 26,1%. En 1999 cuatro compañías de gestión de activos fueron establecidas para transferir los activos morosos de los bancos. El plan de las compañías de gestión de activos era renegociar los préstamos morosos, transformarlos en activos viables y venderlos a inversores.
El Banco Popular de China ha alentado a los bancos a diversificar sus carteras de valores incrementando sus servicios al sector privado y a consumidores individuales. En julio de 2000 un sistema de índice de crédito personal fue lanzado en Shanghái para evaluar el riesgo crediticio del cliente y establecer estándares de calificación. Se trata de un avance importante para el desarrollo de la industria de crédito al consumidor en China y para incrementar los préstamos bancarios a individuos.
El gobierno central ha dejado a varios bancos pequeños conseguir capital a través emisiones de bonos o acciones. Seguido al Banco de Desarrollo de Shenzhen y al Banco de Desarrollo Pudong, el Banco Minsheng de China, entonces el único banco privado en China, fue incluido en la Bolsa de Valores de Shanghái (A-Share) en diciembre de 2000. Se espera que más bancos chinos entren en la bolsa en los próximos dos años para conseguir capital.
La reforma del sistema bancario ha sido acompañada por la decisión del Banco Popular de China de desregular las tasas de interés. La reforma de las tasas de interés basada en el mercado pretende establecer un mecanismo de precios para determinar las tasas de depósito y préstamo basado en el principio oferta y demanda. El banco central continuaría ajustando y guiando el desarrollo de la tasa de interés, pero permitiendo al mecanismo del mercado tener una función dominante en la asignación de recursos financieros.
La secuencia temporal de la reforma es liberar la tasa de interés de la moneda extranjera antes de la moneda doméstica; de los préstamos antes que de los depósitos; de grandes cantidades a largo plazo antes de cantidades pequeñas a plazo corto. Como primer paso, el Banco Popular de China (banco central) liberó las tasas de interés para préstamos en moneda extranjera y depósitos grandes (US$ 3 millones o más) en septiembre de 2000. La tasa para depósitos abajo de US$ 3 millones queda sujeta al control del banco central. En marzo de 2002, el Banco Central unificó la tasa de interés en moneda extranjera para instituciones financieras chinas e instituciones extranjeras en China. Los pequeños depósitos en moneda extranjera de residentes chinos en bancos extranjeros en China estuvieron incluidos en la administración de la tasa de interés de los pequeños depósitos en moneda extranjera locales, de modo que las instituciones financieras domésticas y extranjeras estuviesen tratadas en igualdad de condiciones.
A medida que la liberación de la tasa de interés progresó, el banco central liberó, simplificó, o abandonó 114 categorías de tasas de interés inicialmente bajo su control desde 1996. Actualmente, 34 categorías de tasas de interés quedan sujetas al control del banco central. La liberación total de las tasas de interés en otras cuentas de depósito, incluyendo cuentas corrientes y cajas de ahorro, se espera que demorará mucho más. Por el lado de los préstamos, las tasas de interés determinadas por el mercado será introducida primero en áreas rurales y luego seguirá la liberación de las tasas en las ciudades.

### Seguro de depósito
Según un informante confidencial al tanto al orden del día de reuniones cerradas, se espera conversar sobre la creación de un sistema de seguro de depósito en la Conferencia Central de Trabajo Económico en diciembre de 2012; el estudio de un seguro de depósito estuvo incluido en el Plan Quinquenal 2011–2015. La práctica del gobierno, en la ausencia de provisiones formales para seguro de depósito o quiebra bancaria, ha sido a reembolsar a todos los depositantes, grandes o pequeños, en bancos pequeños y cooperativas rurales que quebraran; esto está hecho para evitar el malestar social que podría acompañar una corrida bancaria. Grandes bancos que podrían haber quebrado sin soporte de gobierno ha sido apoyados. La introducción de seguro de depósito es parte de una reforma general proyectada del sistema bancario para independizar a los bancos de su relación cercana con empresas estatales; los bancos prefieren largamente prestar a empresas estatales porque se considera garantizado. Los préstamos a individuos y empresas privados están vistos como arriesgados; consiguientemente, el sector privado está sediento de crédito.
Si las primas de seguro de los depósitos estuvieran basadas en el volumen de los depósitos de los Cuatro Grandes Bancos Chinos, que no podrían permitirse fallar en circunstancia alguna, se pagarían pesadas primas, subsidiando así a los bancos más pequeños. Si se adoptara esta práctica, es decir anticipar el borrador de las regulaciones y la introducción de un sistema de seguro de depósito, esto llevaría al menos un año. Para atraer depósitos, algunos bancos en China han introducido cuentas de depósito que usan fondos para hacer préstamos más arriesgados y ofrecer interés más alto. La introducción de un esquema de seguro de depósito que sólo garantice cuentas ordinarias de baja tasa de interés podría servir para aclarar la situación, explícitamente excluyendo tales fondos fiduciarios de las garantías de los depósitos.

## Tarjetas de crédito y débito
Hacia el final del primer trimestre de 2009, aproximadamente 1.888.374.100 (1,89 mil millones) de tarjetas bancarias habían sido emitidas en China. De estas tarjetas, el 92% 1.737.901.000 (1,74 mil millones) eran tarjetas de débito, mientras el resto (150.473.100, o 150,5 millones) era tarjetas de crédito. En 2010 China tenía tenía más de 2,4 mil millones de tarjetas bancarias en circulación, habiendo crecido la cantidad aproximadamente un 16% desde fines de 2009.  A fines de 2008, China tenía aproximadamente 1,84 millones de lectores de tarjetas (máquinas POS) y 167.500 cajeros automáticos (ATMs). Aproximadamente 1,18 millones de comerciantes en China aceptan tarjetas bancarias.
Al final de 2008 había en China 196 emisores de la tarjeta de la marca UnionPay. Estos emisores incluían a los Cuatro Grandes Bancos de China (El Banco Industrial y Comercial de China, el Banco de China, Banco de la Construcción de la China, y el Banco Agrícola de China), así como a los bancos de segunda línea en rápido crecimiento y a los bancos comerciales urbanos como Banco de Comercio de China y Banco Ping An, e incluso algunos bancos extranjeros con operaciones locales.
La mayoría de los bancos comerciales estatales de China ahora emiten tarjetas de moneda dual, permitiendo a los poseedores de las tarjetas adquirir bienes dentro de China en rinminbí y en el extranjero en dólares estadounidenses (Visa/Mastercard/AmEx/JCB), euros (Visa/Mastercard), dólares australianos (MasterCard), o yen japonés (JCB). Aun así, sólo el Banco de China proporciona tarjetas de crédito denominadas en yen y dólar australiano.
Según una investigación de 2003 realizada por Visa, el monto promedio por transacción  con una tarjeta era USD$253. Los consumidores utilizaron sus tarjetas de crédito principalmente para adquirir casas, vehículos y electrodomésticos, así como para pagar facturas de servicios.
Una dificultad importante es la carencia  de una agencia de crédito nacional para informar a los bancos las evaluaciones sobre cada solicitante de préstamo. En 2002 la Oficina de Información de Shanghái y la sucursal Shanghái del Banco Popular de China establecieron la primera organización de información para el crédito personal, involucrando a 15 bancos comerciales. El Gobierno chino, apuntando a promover un sistema de crédito nacional, también ha instalado un grupo de búsqueda de sistema de crédito. Actualmente, las ciudades grandes, como Beijing, Guangzhou, Shenzhen, Chongqing, y Chengdu, están pidiendo un sistema de información de crédito fiable. El BPC actualmente está evaluando la viabilidad de establecer un agencia de crédito que cubra todo el país.
Otros obstáculos incluyen la falta de aceptación por parte de los comerciantes y una infraestructura débil para procesar las tarjetas. Actualmente, sólo 2% de los comerciantes en China están equipados para manejar transacciones con tarjeta, aunque en algunas ciudades importantes como Shanghái el porcentaje supera el 30%. La marca de tarjetas china UnionPay fue establecida para instalar una red de procesamiento nacional que conecta comercios y bancos. UnionPay ha instalado centros de servicio de red en 18 ciudades, además de un centro de cambio de información de tarjetas de crédito de alcance nacional.
Los productos y servicios en el sistema de tarjetas de crédito que el gobierno chino quiere desarrollar son las máquinas (hardware) para usar las tarjetas, como las terminales (POS) y los cajeros automáticos (ATMs); también sistemas digitales (software) para bancos y comercios y programas de formación en administración de créditos y de evaluación de riesgos.

## Bancos extranjeros
Se espera que la entrada de China a la Organización Mundial del Comercio cree oportunidades para los bancos extranjeros. Como un hito en honor de su compromiso con la OMC, China lanzó las Reglas para Implementar los Controles que Gobiernan la Instituciones Financieras Extranjeras en la república Popular de China en enero de 2002. Las reglas proporcionaron controles detallados para implementar la administración del establecimiento, la inscripción, el alcance empresarial, la cualificación, la supervisión, la disolución y liquidación de instituciones financieras extranjeras. También estipulan que las sucursales de bancos extranjeros que llevan adelante negocios en moneda extranjera y en rinminbí a todas las categorías de clientes deben poseer un capital operativo de por lo menos RMB 600 millones (USD$ 72,3 millones), del cual al menos RMB 400 millones (USD$ 48,2 millones) tienen que ser tenencias en RMB y al menos RMB 200 millones (USD$ 24,1 millones) en moneda libremente convertible.
La restricción a los clientes de comerciar en moneda extranjera fue levantada inmediatamente después de la entrada de China a la OMC el 11 de diciembre de 2001. Desde entonces se permite a las instituciones financieras extranjeras proporcionar servicios en moneda extranjera a individuos y empresas chinas, y se permite proporcionar servicios comerciales en moneda local a todos los clientes chinos desde fines de 2006. En 2007 se permitió a cinco bancos extranjeros emitir tarjetas bancarias en China. También se permitió al Banco de Asia el Este emitir tarjetas de crédito UnionPay (el Banco Unido de Ultramar y el Grupo Financiero Sumitomo Mitsui sólo habían emitido tarjetas en sus países de origen; pero no tenían permitido emitirlas en el territorio Chino). En mayo de 2009 el Banco Woori devino el primer banco coreano al que se le permitió emitir tarjetas de débito UnionPay (anteriormente sólo las había emitido en Corea).
Además, cuando China ingresó a la OMC, las restricciones geográficas de los negocios en colocaciones en rinminbí fueron eliminadas gradualmente en las cuatro ciudades más importantes: Shanghái, Shenzhen, Tianjin y Dalian. Luego, el 1 de diciembre de 2002, se permitió los bancos extranjeros comerciar en rinminbí en Guangzhou, Zhuhai, Qingdao, Nankín y Wuhan.

## Banca electrónica
En 1994 China empezó el "Proyecto Tarjeta Dorada" habilitando a las tarjetas bancarias para ser utilizadas por todas partes del país a través de una red. El establecimiento de la Asociación de Bancos Chinos promovió rápidamente la red inter-bancaria de tarjetas. Hacia finales de 2004 la red inter-regional-inter-bancaria había alcanzado a 600 ciudades, incluyendo toda ciudad de nivel prefectural y más de 300 ciudades de nivel condal económicamente desarrolladas.